# Remona Fransen
Pour les articles homonymes, voir Fransen.
Remona Fransen (née le 25 novembre 1985 à Dordrecht) est une athlète néerlandaise spécialiste des épreuves combinées.

## Palmarès
| Date | Compétition                    | Lieu     | Place | Épreuve    |
| ---- | ------------------------------ | -------- | ----- | ---------- |
| 2011 | Championnats d'Europe en salle | Paris    | 3e    | Pentathlon |
| 2011 | Coupe d'Europe                 | Toruń    | 3e    | Heptathlon |
| 2011 | Championnats du monde          | Daegu    | 17e   | Heptathlon |
| 2013 | Championnats d'Europe en salle | Göteborg | 4e    | Pentathlon |

## Records
| Épreuve    | Performance | Lieu     | Date            |
| ---------- | ----------- | -------- | --------------- |
| Heptathlon | 6 198 pts   | Ratingen | 17 juillet 2011 |
| Pentathlon | 4 665 pts   | Paris    | 4 mars 2011     |